# Can Pere de la Quima
Can Pere de la Quima és una casa d'Amer (Selva) inclosa a l'Inventari del Patrimoni Arquitectònic de Catalunya.

## Descripció
Immoble de quatre plantes, entre mitgeres, cobert amb una teulada a dues aigües de vessants a façana. Està ubicat al costat dret del carrer Girona.
La façana principal dona al carrer Girona i està estructurada internament en dues crugies. La planta baixa consta de dues obertures: a l'esquerra una finestra rectangular amb llinda monolítica, muntants i ampit treballat. I a la dreta el gran portal quadrangular d'accés equipat amb una gran llinda monolítica de grans proporcions i muntants de pedra ben treballats i escairats. En la llinda es pot llegir parcialment una inscripció de difícil interpretació que fa al·lusió al contructor i a la data de finalització de l'immoble, i diu així: "1 7 6 0 / "J A V M A P O N T + (?)".
En el primer pis trobem una finestra rectangular amb llinda monolítica i muntants de pedra ben treballats i escairats.
En el segon pis tenim una obertra rectangular projectada com a balconada, però totalment irrellevant, ja que no ha rebut cap tractament singular a destacar.
Tanca l'edifici en la part superior un quart pis, de factura bastant recent, el qual executaria de ben segur les tasques de golfes o altell i que està projectat en la façana en format de balconada amb una barana contínua i correguda que abarca tot el pla horitzontal de la façana.
Pel que fa al tema dels materials, remarcar que prima per sobre de tot un, com és la pedra. Ara bé una pedra que la trobem present en dos formats: per una banda, les pedres fragmentades i els còdols de riu manipulats a cops de martell i lligades amb morter de calç en tota la façana. Mentre que per l'altra, la pedra sorrenca localitzada específicament en les llindes, muntants i ampits de les dues obertures de la planta baixa i la finestra del primer pis.
La majoria d'edificis del carrer Girona comparteixen entre ells tota una sèrie de paral·lelismes compositius, estructurals i formals molt evidents. I és que en tots nou (Vegeu fitxa de Can Passallops), (Vegeu fitxa de Can Plana), (Vegeu fitxa de Can Janic Casals), (Vegeu fitxa de Can Cantí), (Vegeu fitxa de Can Cisteller de Dalt), (Vegeu fitxa de Ca l'Estarder), (Vegeu fitxa de Can Japic) i (Vegeu fitxa de Can Paradís) trobem tota una sèrie de trets comuns i similituds com ara la façana estructurada en dues crugies; la coberta prima, per sobre de tot, la projecció a dues aigües de vessants a façana -a excepció de Can Japic que la coberta és d'una sola aigua de vessant a façana; la majoria d'immobles consten de tres plantes - a excepció de Can Pere de la Quima que en té quatre-; proliferen per tota la façana un gran nombre de balconades equipades amb les seves respectives baranes de ferro forjat; el sistema d'obertures tendeix a ser el mateix, en el qual sobresurt el portal quadrangular d'accés equipat amb llinda monolítica i muntants de pedra ben treballats i escairats; la pedra sol tenir poc acta de presència en les façanes - a excepció de Can Passallops i Can Pere de la Quima en les façanes dels quals queda completament a la vista les pedres fragmentades i els còdols der riu- i la trobem concentrada específicament en les llindes, muntants i ampits de les diverses obertures; el tipus de pedra per excel·lència i que té més difusió és la pedra sorrenca, mentre que la pedra nomolítica o pedra calcària de Girona té poc protagonisme, etc.

## Història
Comparant fotografies actuals amb antigues, s'observa que l'immoble ofereix un bon estat de conservació que es deu a un procés de rehabilitació i sanejament de les parts més deteriorades. També s'observa la reformulació parcial de l'immoble amb el sensible i considerable augment de l'alçada total de l'edifici, que s'ha traduït a la pràctica en una quarta planta.
El carrer Girona, on trobem inscrit aquest immoble, pertany a un dels barris més importants d'Amer com és El Pedreguet. Es tracta d'un barri emblemàtic que té en el carrer Girona un dels seus màxims exponents, com així ho acredita el fet de ser una de les principals artèries del nucli des de l'edat mitjana, com també ser l'eix vertebrador del barri.